# Couvent des Capucins de Bitche
Pour les articles homonymes, voir Couvent des Capucins.
Le couvent des Capucins se situe dans la commune française de Bitche et le département de la Moselle.

## Installation des Capucins
En ce début de XVIIe siècle, la situation religieuse à Bitche n'est pas pour plaire au duc de Lorraine. Le clergé local ne brille pas par sa piété et son comportement, et l'essentiel de la ville est soumise au luthéranisme. En 1629, souhaitant rétablir et conforter la foi catholique dans la région, le duc de Lorraine Charles IV signe la fondation d'un couvent capucin et en confie la tâche à Pierre Dithmar, receveur du comté de Bitche. Les cinq premiers religieux arrivent à Bitche à la fin de 1629. Originaires de la province capucine de Lorraine, ils se heurtent dès leur arrivée à deux problèmes de taille : la rudesse du climat ainsi que la différence de langue. Les capucins ne parlent en effet que le français alors que la population bitchoise parle un dialecte germanique.
Les moines commencent par dresser une grande croix puis s'installent dans une maison du bailliage, à proximité d'une vieille chapelle dédiée à saint Nicolas et située dans le faubourg de Kaltenhausen, l'un des deux bourgs composant plus tard la ville de Bitche. Ils s'attaquent ensuite à leur mission de réévangélisation et cherchent tout particulièrement à obtenir la conversion des nombreux protestants de la ville. Pourtant cette mission s'arrête très vite puisqu'en septembre 1633, l'armée suédoise envahit la Lorraine et Rohr et Kaltenhausen sont brûlés. La guerre et la famine déciment la population locale, et chassent les Capucins survivants de leurs bâtiments inachevés.

## Après la guerre de Trente Ans
À la fin de la guerre, les capucins se réinstallent modestement dans une région dévastée. Ils reconstruisent un petit bâtiment, en le déplaçant à l'endroit actuel, tandis que leur activité se limite à l'aide pastorale, occupant tout leur temps disponible. Mais les luttes continuelles entre les rois de France et les ducs de Lorraine entraînent de nombreux conflits locaux. Le passage et le cantonnement incessant de troupes affaiblit tellement la population locale que celle-ci n'est plus en mesure de subvenir aux besoins des Pères. À partir de 1654, on ne trouve plus aucune trace de la présence des Capucins à Bitche.

## Retour des Capucins en 1690
En 1680, Bitche passe à la France et Louis XIV s'adresse à la Suisse, au Tyrol, à la Souabe, au Wurtemberg et au Palatinat pour repeupler le pays presque entièrement vidé de ses habitants. Vauban visite Bitche en 1683 et décide d'y construire l'actuelle citadelle. Il faut donc des troupes, et aux troupes, des aumôniers venus de France. C'est ainsi que la province des Capucins de Champagne reçoit l'ordre d'envoyer des Pères à Bitche et d'y établir un hospice.
Les Capucins s'installent, construisent un petit couvent à l'emplacement de l'actuel, creusent un puits à l'emplacement du Lavoir et commencent leur office. Ils assistent les malades, célèbrent les offices et mendient pour vivre. De nombreuses archives, liées notamment à la vie de la citadelle, font référence à eux, et les registres 
paroissiaux gardent trace de leur activité.
Cependant, malgré cette activité, l'implantation des capucins est laborieuse. La plupart d'entre eux sont francophones dans un pays de langue allemande ; le couvent se trouve à la périphérie de la Province, aux portes de l'Allemagne, et ils ont de plus en plus de mal à subvenir à leurs besoins. De plus, apparemment, la Province est appelée à fournir des religieux en Amérique. Et c'est ainsi que le nombre de capucins à Bitche diminue progressivement. En 1716, ils ne sont plus que deux pères, et en 1722, ils abandonnent leur couvent de Bitche, qu'ils remettent à disposition du duc de Lorraine, Léopold Ier. Le couvent reste vide et à l'abandon.
La ville s'adresse alors à des religieux de la province allemande des Augustins et en 1724, les pères Augustins prennent possession de l'ancien couvent.

## L'école des Augustins
Au début du XVIIIe siècle, Bitche n'est qu'un petit bourg de 150 foyers. Schorbach est le siège de l'église-mère et administre les paroisses de Bitche, Hanviller, Haspelschiedt, Lengelsheim, Reyersviller, Mouterhouse et autres hameaux des alentours. Bitche n'a pas de prêtre desservant.
En mars 1727, le Père Prieur des Augustins de Bitche, Jean Will, pose la première pierre d'une chapelle. Deux ans plus tard, il démolit le petit couvent, et entreprend la construction d'un vaste bâtiment à partir de l'aile jouxtant la partie sud-ouest du jardin. Le couvent est construit sur un terrain trapézoïdal, entre les actuelles rues Saint-Augustin, rue de l'Abattoir, et rue des Capucins. Il dispose d'un prieuré et est prévu pour abriter une petite vingtaine de religieux. En 1731, les Pères Jean Will et Emilien Keller créent une école monacale.
Les pères Augustins desservent la paroisse de Hornbach (aujourd'hui en Allemagne), le village et l'usine de Mouterhouse, ainsi que la chapelle de Althorn. À Bitche même, ils sont responsables du pastorat de l'hôpital militaire, ainsi que de la garnison.
La forte présence de militaires à Bitche a pour conséquence un nombre important d'enfants souhaitant bénéficier d'une solide instruction. En 1755, une école secondaire de latinité est ouverte, qui est remplacée dès l'année suivante par un Institut religieux. Une troisième salle de classe est construite, ce qui permet d'augmenter la fréquentation. À la veille de la Révolution française, l'établissement compte une centaine d'élèves.

## La Révolution
En 1790 tous les pères sont expulsés à l'exception de l'un d'entre eux ayant prêté le serment constitutionnel. Le couvent est fermé en 1791, et classé « Bien National ». Les locaux servent tour à tour de casernement et de magasin d'avoine pour l'armée. La municipalité y autorise même, à titre provisoire, l'exploitation d'un abattoir. En 1793 on y installe un hôpital militaire et la brigade de gendarmerie de Bitche prend possession de l'aile située le long de la route principale. L'ancien réfectoire des Pères sert de salle de réunion au conseil municipal. Cependant, l'absence d'enseignement soulève une vague de protestation. Sous la pression de la population, le conseil municipal demande et obtient la création d'une école secondaire dans les locaux du couvent abandonné, qui est ouverte en 1803. Après un an et demi d'activité, devant le trop faible nombre d'élèves (une trentaine), la municipalité est contrainte d'arrêter l'activité de l'école secondaire, et d'ouvrir à la place une école primaire.

## La période post-révolutionnaire
L'ordre rétabli par Napoléon Bonaparte, qui signe bientôt le Concordat de 1801, permet à quelques religieux de reprendre timidement à partir de 1803 l'enseignement secondaire, en plus de l'enseignement primaire.
Jusqu'en 1826, cet embryon d'école fonctionne plus en moins bien, dans les locaux devenus vétustes et trop étroits. On trouve même le moyen de transformer une partie de l'école en petit séminaire, malgré les difficultés techniques et administratives.
En 1827, sous la direction de l'Abbé Hardy, l'établissement devient collège épiscopal et petit séminaire. C'est la naissance officielle du premier « Collège Saint-Augustin ».

## La Guerre de 1870
En 1859, la gendarmerie déménage, restituant ses locaux au collège puis, en 1869, est construit un nouveau dortoir. C'est alors qu'éclate la Guerre franco-prussienne de 1870. Les élèves sont renvoyés, le collège fermé. Les Prussiens bombardent la ville de Bitche, détruisant de nombreuses maisons, mais respectant le couvent, transformé en lazaret de campagne, avec un drapeau blanc flottant sur son toit. La victoire prussienne amène le passage de l'Alsace et de la Lorraine sous l'autorité allemande, qui, après la fin des hostilités, décide de maintenir le fonctionnement du collège. Celui-ci change plusieurs fois d'appellation, tout en gardant son rôle de collège et de petit séminaire.

## La période allemande
Durant la période de l'annexion, le collège continue son expansion. L'abbé Lamberton, directeur, achète le bâtiment Staub, situé en face (l'actuelle Maison Saint-Conrad) et y installe la maison des sœurs et l'infirmerie.
Des transformations multiples sont faites dans l'ancien couvent, et dans les locaux restitués par la gendarmerie. Un souterrain est creusé entre le collège et la future Maison Saint-Conrad. Des maisons contiguës sont achetées et intégrées dans la construction, et le bâtiment prend de l'ampleur. Les agrandissements successifs de la Maison Saint-Conrad sont propriété de la Mense Épiscopale. Cependant, l'ensemble du bâtiment reste trop étroit pour les nombreux occupants, et, malgré tous les travaux réalisés, devient de plus en plus vétuste et mal approprié à son utilisation.
Le délabrement du Collège est irréversible, et l'idée de la construction d'un nouveau bâtiment fait son chemin. En 1903, Mgr Benzler, évêque de Metz donne l'autorisation d'acheter un nouveau terrain, situé à la sortie de la ville.
Différents projets de construction seront proposés, et rejetés successivement, jusqu'à ce que, enfin, en 1914, le coup d'envoi de la construction soit donné. Mais c'est alors qu'éclate la Première Guerre mondiale, et tout est abandonné.

## L'entre deux guerres
C'est en 1924 qu'un nouveau projet de construction est présenté et accepté. Les travaux commencent en 1925. La première pierre de la chapelle est posée en 1926, en présence de l'abbé Jean-Baptiste Montini, futur pape Paul VI.
Le nouveau collège est inauguré en 1930. La même année, la ville cède l'ancien collège aux Capucins de la Province d'Alsace, qui commencent immédiatement la transformation des bâtiments en Maison d'Étude, et qui décident d'y implanter un couvent de noviciat.
En 1931, les bâtiments transformés sont inaugurés et la vie conventuelle démarre. En fin d'année a lieu l'ouverture des études : 4 pères, 22 étudiants, 5 frères, 3 postulants occupent les lieux.
En 1935 a lieu la consécration de la nouvelle chapelle. Saint Conrad de Parzham (1818-1894), canonisé le 20 mai 1934 (à peine 40 ans après sa mort), devient patron de la chapelle et du couvent.

## La Seconde Guerre mondiale
En 1939 éclate la Seconde Guerre mondiale. La ville de Bitche, située dans la « zone rouge » entre la Ligne Maginot et la frontière franco-allemande, est évacuée. Le couvent est vidé de ses occupants. Cependant, durant la « drôle de guerre », le couvent sert de « maison de cure » aux soldats mobilisés dans les ouvrages de la Ligne Maginot, et qui ont besoin de retrouver l'air libre. Parmi eux, le Père Marie-Joseph (Aloyse Gerber), directeur de la Fraternité franciscaine de Bitche, alors  mobilisé et incorporé dans l'unité qui occupe l'ouvrage du Schiesseck, au-dessus de Bitche, obtient l'autorisation d'habiter dans le couvent déserté. Puis, pendant la période des combats, quelques soldats de la Wehrmacht s'installent dans les locaux.
À partir de juillet 1940, après la défaite française, les pères peuvent retourner dans leur couvent, qui a été épargné par les combats, et n'a subi que quelques dégradations intérieures. Mais dès juin 1941, les nazis décrètent la fermeture du couvent, et expulsent les occupants. Le couvent, vidé de ses objets précieux par les derniers occupants, reste alors inoccupé jusqu'en 1944.
À la fin de l'année 1944, l'avancée américaine vers Bitche entraîne de violents combats. La ville est partiellement bombardée ; le couvent et la chapelle subissent de lourds dégâts. Le couvent devient inhabitable.

## Le retour des Capucins
La Maison Saint-Conrad sert de résidence provisoire aux pères capucins, qui démarrent sans tarder la reconstruction du couvent. Celui-ci sera terminé en 1955.
Le 29 septembre 1955, Mgr Heintz, évêque de Metz, consacre la nouvelle chapelle. Son second patron sera Saint Laurent de Brindes (1559-1619).
Le Père Provincial Gonzalves rencontre un peintre d'art sacré, disciple et collaborateur de Maurice Denis et Georges Desvallières. Il s'agit de Robert Gall qui, ayant réalisé de nombreuses décorations d'églises et de lieux saints en Alsace, se voit confier le Chemin de Croix de la chapelle.
Il s'agit là d'une des dernières œuvres du peintre (1958-1959) qui recherche le dépouillement de la ligne pour répondre à la lumière jaune, verte, rouge et bleue des vitraux abstraits de la chapelle.
Le couvent quant à lui redevient une Étude de Philosophie pour les jeunes capucins. Mais, au fur et à mesure des années, et surtout après le tournant du Concile Vatican II, le nombre de pères capucins présents diminue ; les pères restants, de plus en plus âgés, ont du mal à assurer l'entretien et la vie de la maison. La chapelle reste cependant un lieu de culte très fréquenté par la population locale.

## La fin du Couvent
Au début des années 1990, confrontée à la difficulté de la gestion du couvent, qui n'est plus occupé que par deux pères et un frère très âgés, la Province Capucine décide de vendre le couvent. Mais celui-ci reste longtemps sans acquéreur : la charge que représente cet ensemble immobilier, ou les frais que suppose sa reconversion, font peur. En septembre 1994 enfin, la ville de Bitche se porte alors acquéreur de l'ensemble immobilier ; plusieurs projets de réhabilitation et de transformation sont faits, mais aucun ne sera réalisé.
Après plusieurs années d'abandon, au cours desquelles le couvent se dégrade de plus en plus, l'ensemble des bâtiments est vendu à un promoteur immobilier, qui engage rapidement une phase de transformation importante des bâtiments en locaux d'habitation. Plusieurs logements sont vendus, des studios sont mis en location. 

## La renaissance de la chapelle
La chapelle est vendue à Pierre Morel qui entreprend immédiatement, en 2000, les aménagements indispensables de ce lieu encore utilisé comme entrepôt.
En 5 années, il y réalise, seul, 16 « peintures à fresque » de grands formats en respectant toutes les étapes de la tradition multiséculaire des fresques à la chaux.
(Voir états de la chapelle lorsque Pierre Morel en prend possession en 2000 et lorsqu’il en fait don à la Fraternité Franciscaine en 2005).
Dans le chœur, il s’inspire de fresques catalanes anciennes : un Christ Pantocrator entouré des piliers de l’Eglise, Saint Pierre et Saint Paul. Ces deux dernières fresques ayant été déposées, Pierre Morel les offre à la cathédrale Saint Pierre de Lisieux, où elles sont visibles.
Les autres fresques sont situées dans les chapelles latérales. Nombre d’entre elles sont originales. Parmi elles, Saint François et les oiseaux ainsi que Saint Nicolas, patron de l’épouse de Pierre, rappelée à Dieu 15 ans plus tôt et qui est à l’origine de son projet de réhabilitation d’une chapelle. 

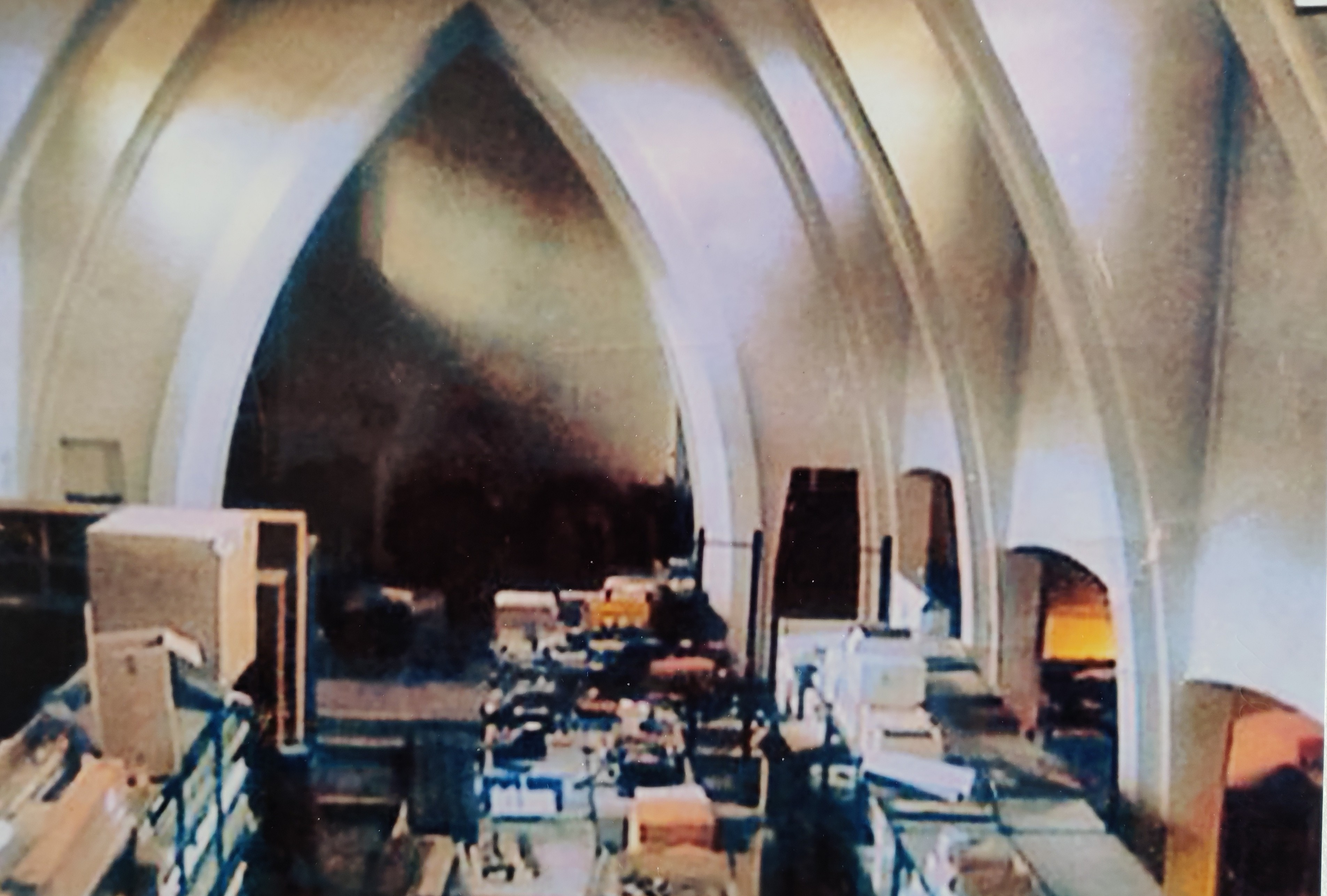
la chapelle en l'état au moment de l'achat par Pierre Morel

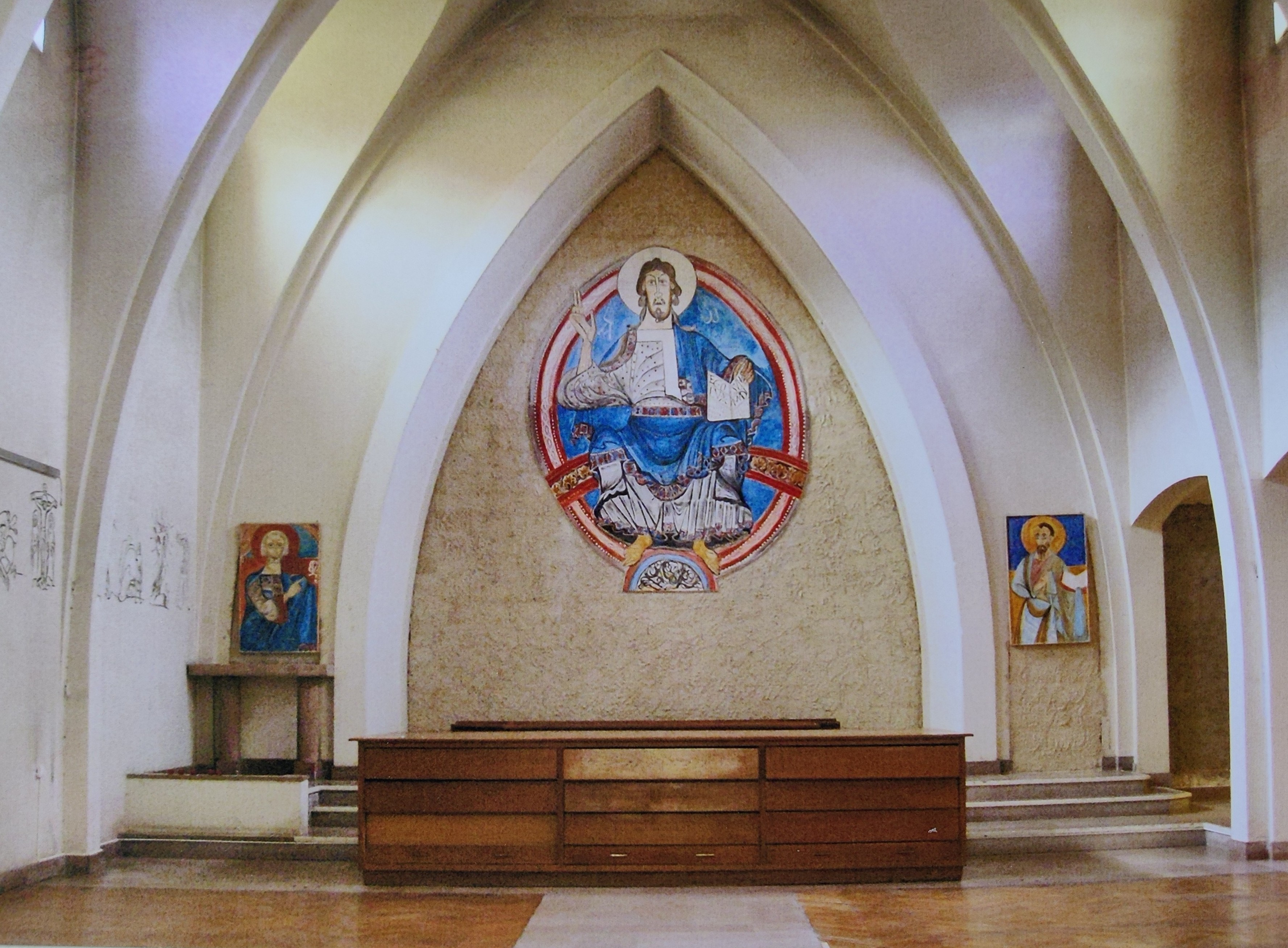
Le Christ Pantocrator

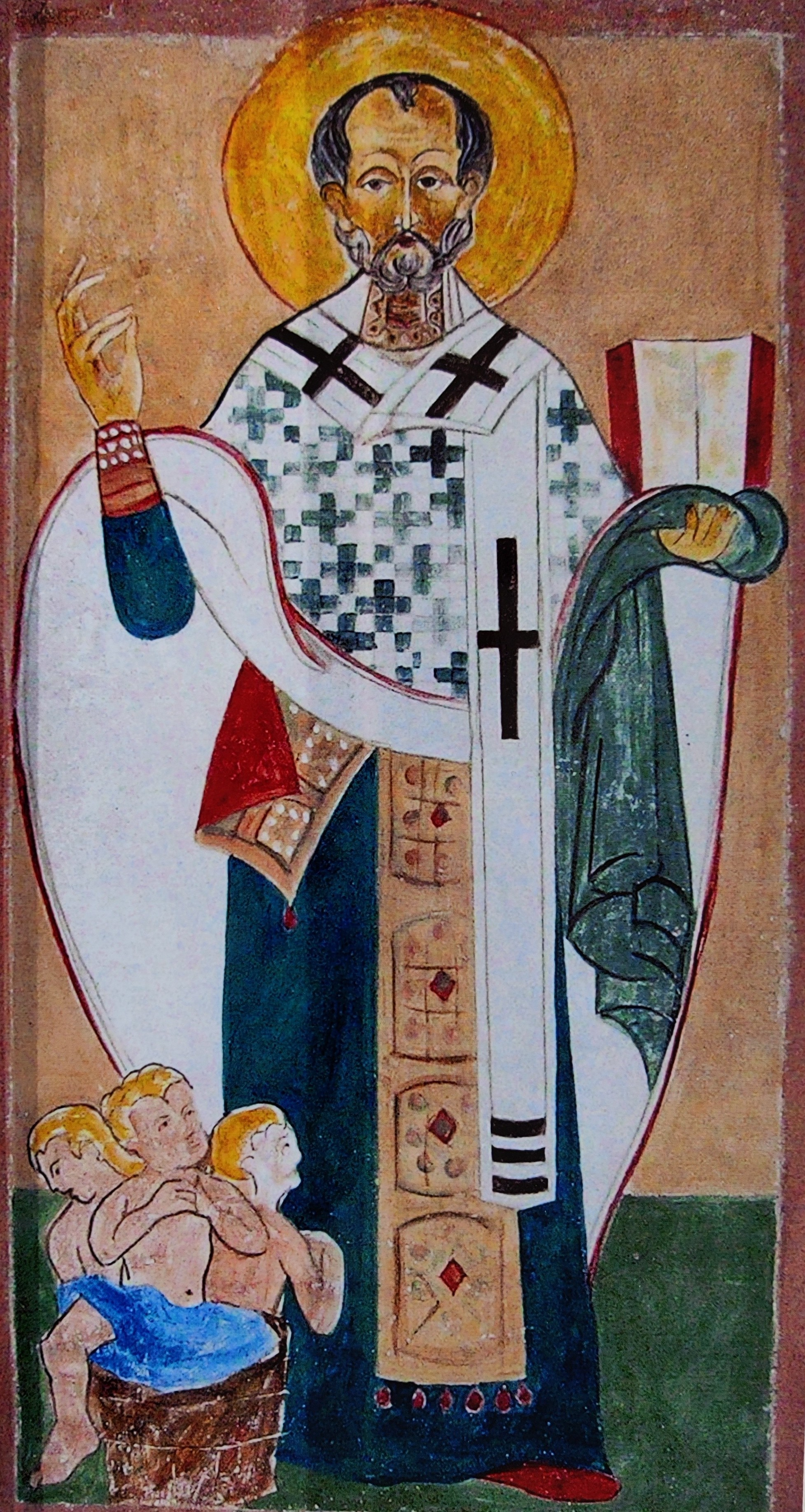
St Nicolas

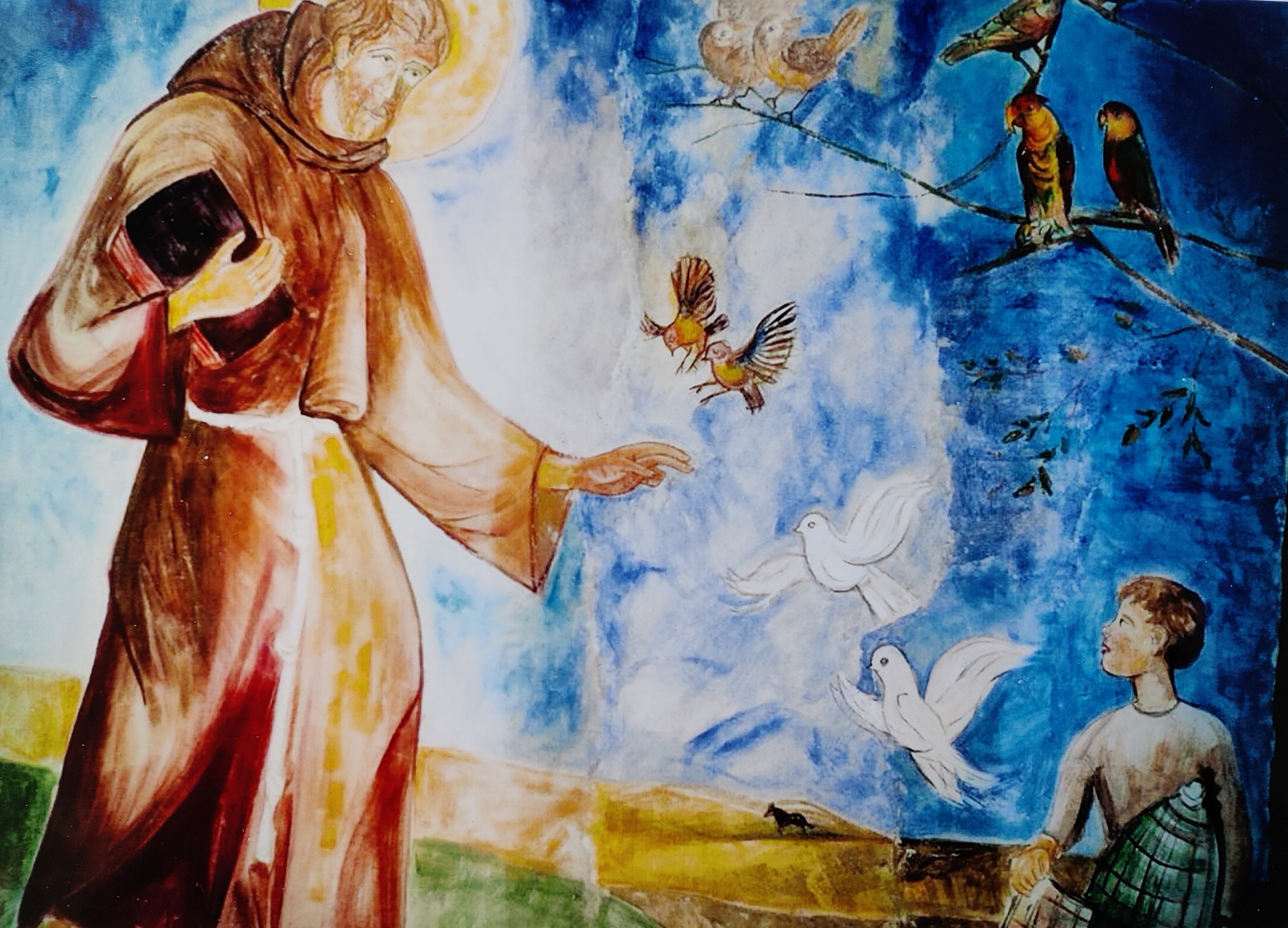
St François d'Assise parle aux oiseaux

La chapelle est ouverte à tous ceux qui le désirent et de nombreux habitants de Bitche ou amis des capucins viennent témoigner leur sympathie à Pierre Morel lorsqu’il réalise les fresques.
Les visites sont nombreuses : des écoles de petits et grands pour  « apprendre la fresque », les hôtes de la Maison Saint-Conrad, invités à découvrir la renaissance de la Chapelle et  parfois, des personnalités éminentes.
Ainsi en 2003, le cardinal Christoph Schönborn, un dominicain archevêque de Vienne (Autriche) et monseigneur Flavio Carrero, un capucin évêque de Vérone (Italie), de passage à Bitche, ont visité les lieux et encouragé chaudement Pierre Morel dans son entreprise.
C’est à cette occasion que Pierre Morel fait savoir devant témoin qu’il fera don de la chapelle à la Fraternité Franciscaine Séculière de Bitche, en espérant qu’ainsi, l’ancienne chapelle du couvent des capucins puisse retourner à sa vocation première.
Le Cardinal Christoph Schönborn voit dans cette décision la possibilité de développements ultérieurs. 
Le couvent ainsi que la chapelle sont inscrits à l'Inventaire topographique de la région Lorraine.